# لیمس
لیمِس (لاتین: Limes، مفردِ Limites)نام سیستم مرزبانی در روم باستان بود که مرزها و استان‌های امپراتوری روم را مشخص می‌کرد. واژهٔ لیمِس در لاتین معانی گوناگونی داشته از جمله: راهی که زمین‌ها را جدا می‌کند، خط مرزی یا نشانگر، جاده، مسیر، کانال آب یا هرچیزی که موجب جدایی میان دو قسمت متفاوت شود.

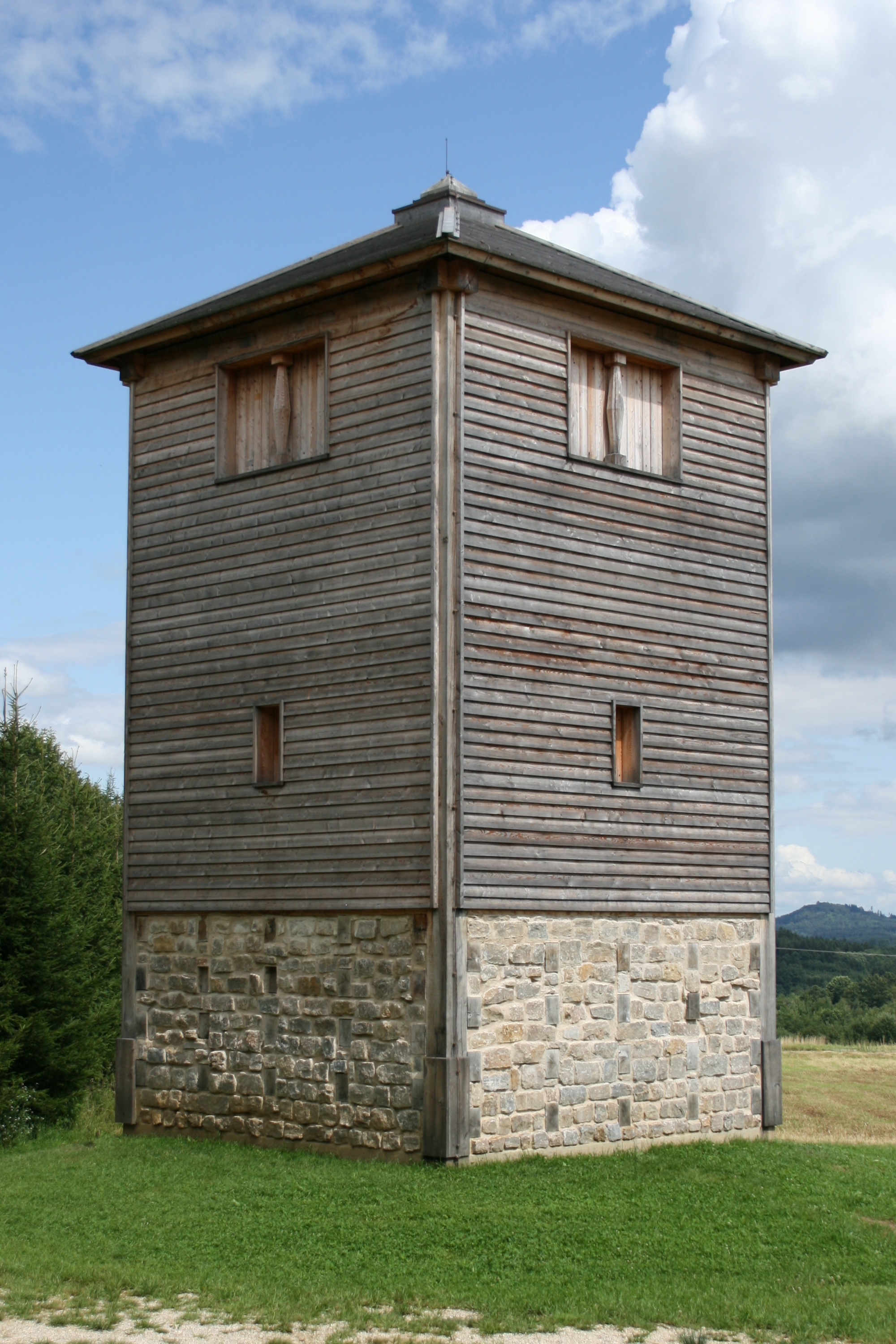
بازسازی برج چوبی یک لیمس در راینه در آلمان